# Septième guerre d'Italie
Pour les articles homonymes, voir Guerre d'Italie et Guerre de la Ligue.
Batailles
- Rome
- Naples
- Landriano
- Florence
- Gavinana

La septième guerre d'Italie (1527-1529), également appelée guerre de la Ligue de Cognac, vit s'affronter les territoires sous domination habsbourgeoise — en particulier l'Espagne et le Saint-Empire romain germanique — et les États coalisés de la ligue de Cognac, une alliance comprenant la France, le pape Clément VII, la république de Venise, l'Angleterre, le duché de Milan et Florence. Elle s'inscrivit dans le contexte plus vaste des grandes guerres d'Italie de la fin du XVe et du début du XVIe siècle.

## Contexte historique
Au cours de la Sixième guerre d'Italie, le roi de France, François Ier avait été fait prisonnier à la Bataille de Pavie (1525), le 24 février 1525. Détenu en Espagne, il avait été contraint de signer l'humiliant traité de Madrid, le 14 janvier 1526. Ce traité stipulait notamment que la France devait restituer le duché de Bourgogne à l'empereur Charles Quint.

## La ligue de Cognac
Pendant la captivité du roi de France, sa mère, Louise de Savoie, régente du royaume était parvenue à constituer une coalition d'Etats européens inquiets de la trop grande puissance de Charles Quint. La ligue de Cognac qui se concrétisa après la libération du roi et son retour en France, le 17 mars 1526, réunissait : Henri VIII d'Angleterre, le pape Clément VII, la république de Florence, la république de Venise et le duché de Milan. La ligue de Cognac fut conclue le 22 mai 1526.
Fort de ces soutiens, le roi de France reprit la lutte contre l'Empereur. Les États italiens souhaitaient restaurer l'équilibre entre le roi de France et l'Empereur, devenu trop puissant à leurs yeux. Le roi de France profita également de l'offensive menée à l'Est par les troupes ottomanes.

## Déroulement du conflit
Charles Quint envoie une armée sous le commandement du connétable de Bourbon en Italie. Il vient mettre le siège devant Milan qui capitule le 10 juillet 1526. Alors que l'armée impériale est affaiblie par les maladies et le manque d'argent pour payer la solde, le duc d'Urbino Francesco Maria della Rovere, qui commande les armées de la Ligue, ne peut se résoudre à attaquer Milan et attend les renforts. De son côté, François Ier était persuadé que la Ligue constituerait en elle seule une menace pour l'empereur.
En septembre 1526, à la suite de la défaite de Mohacs des Hongrois contre Soliman le Magnifique, le pape Clément VII, contraint par une partie de la noblesse romaine, doit conclure une trêve avec l'Empereur.
Au printemps 1527, Charles de Bourbon ne peut plus payer l'armée impériale, qui comprend entre autres 12 à 15 000 lansquenets conduits par Georg von Frundsberg. Il promet aux mercenaires qu'ils pourront se payer sur les villes toscanes et pontificales. Florence et Bologne parviennent à payer l'armée impériale pour qu'elle se détourne de leurs terres et l'armée se dirige alors vers Rome. Clément VII, convaincu qu'il pourra négocier, néglige les défenses de la ville. Au matin du 6 mai 1527, Charles de Bourbon ordonne à son armée de prendre d'assaut Rome, sans préparation d'artillerie ni siège. Bourbon est tué durant l'assaut, mais les soldats prennent la ville en quelques heures. La ville est mise à sac durant plusieurs jours, les soldats pillant tout, lieux de culte et demeures des partisans de Charles Quint compris. Après trois semaines de siège, le château Saint-Ange, où s'étaient réfugiés le pape et les cardinaux, est pris. Le pape doit verser une rançon de 70 000 ducats d'or. Le retentissement du sac de Rome est immense dans toute la chrétienté et d'innombrables exégèses voient le jour. Les Florentins profitent du sac de Rome pour renverser les Médicis et restaurer la République.
François Ier décide enfin de réagir, déclare la guerre à Charles Quint en janvier 1528 et envoie une armée en Italie sous le commandement de Lautrec. Ce dernier conquiert le Milanais puis marche sur le royaume de Naples, et vient mettre le siège devant Naples en avril 1528. L'armée impériale, dirigée désormais par Ferdinand Ier de Guastalla, ne quitte Rome qu'en février 1528 pour mettre un terme au siège de Naples. La ville était prête à tomber mais l'amiral génois Andrea Doria, au service de la France depuis 1524, change de camp. Cette défection met fin au blocus maritime de Naples et empêche la liaison entre la France et le royaume de Naples. L'armée française ne tarde pas à subir les effets du typhus et de la dysenterie. Les effectifs fondent tellement que les restes de l'armée capitulent à Caserte le 15 août 1528. La France subit une nouvelle défaite à Landriano si bien qu'elle perd le duché de Milan.

## La paix des Dames

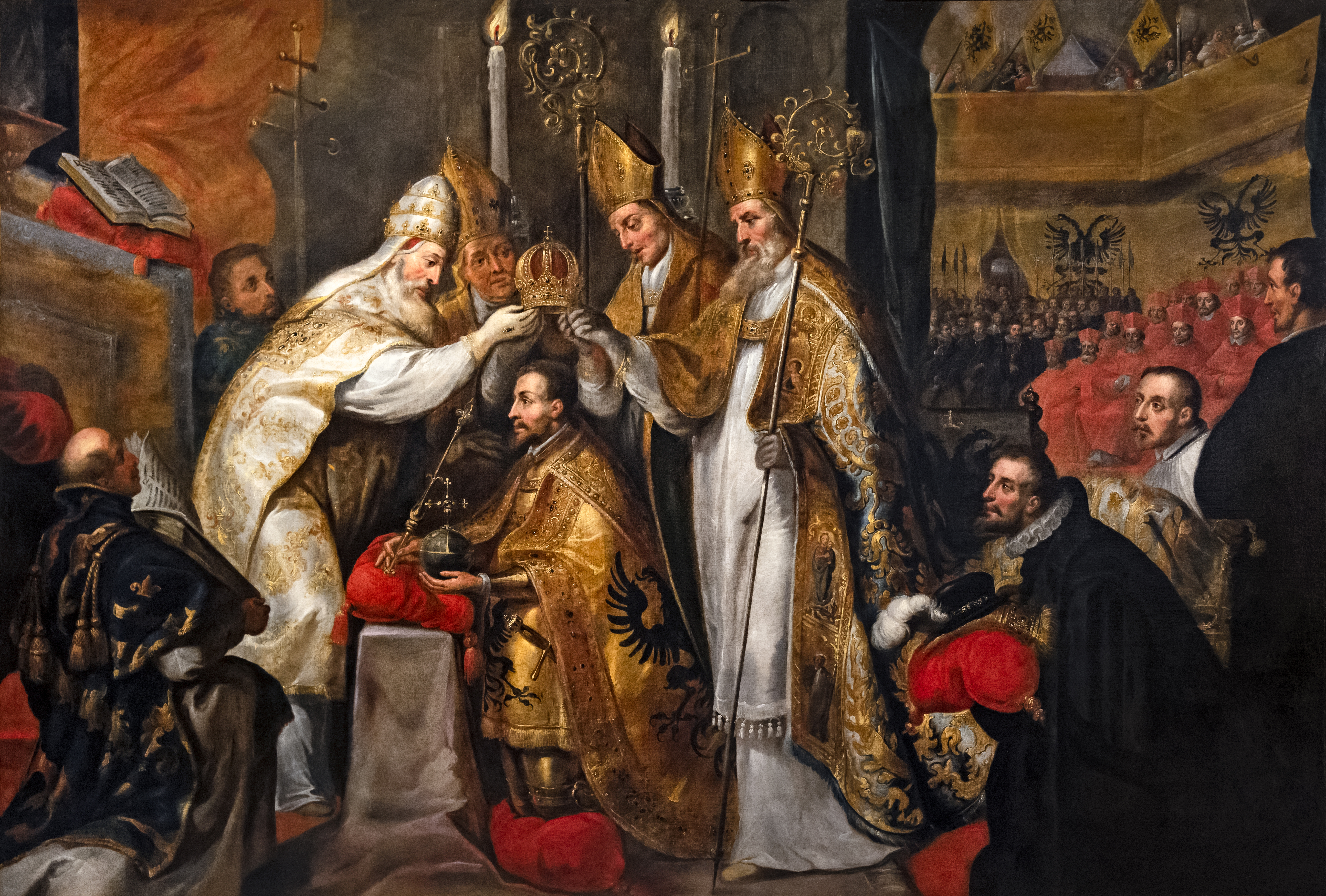
Couronnement de l'empereur Charles Quint à Bologne - Gaspard de Crayer - musée Ingres-Bourdelle

L'échec du roi de France entraîne le pape à négocier avec l'empereur. Le 29 avril 1529, ils signent le traité de Barcelone. Le pape investit l'empereur du royaume de Naples et admet l'annexion ultérieure du duché de Milan au domaine impérial contre le soutien de l'empereur pour aider les Médicis à reprendre Florence. La paix ne tarde pas à être conclue entre la France et l'Empire. Les pourparlers se tinrent à Cambrai, ville libre impériale, entre Louise de Savoie et Marguerite de Habsbourg. Le traité de Cambrai ou paix des Dames est signé le 3 août 1529. Charles Quint renonce au duché de Bourgogne mais le roi de France renonce à la Flandre, l'Artois et l'Italie. François Ier accepte de prendre pour épouse Éléonore de Habsbourg, la sœur de Charles Quint. Ce traité, même s'il permet à la France de conserver la Bourgogne, est plutôt à l'avantage du Saint-Empire. Henri VIII, lui, traite séparément avec l'empereur sur la base du statu quo.
À cette date, Charles Quint est au faîte de sa puissance. Il est même couronné empereur et roi d'Italie à Bologne le 24 février 1530. Même s'il règne sur un ensemble composite, ce dernier s'étend sur une bonne partie de l'Europe et du monde. Pourtant, le roi de France, en acceptant le mariage avec Éléonore, n'est pas prêt à accepter la subordination de son royaume à l'Empire.
La République florentine, alliée de la France, se retrouve désormais seule face aux Habsbourg. Elle soutient victorieusement un siège de plusieurs mois mais ses armées sont défaites à l'été 1530 et la ville se rend le 10 août 1530. Clément VII et l'empereur, qui ont fait cause commune dans cette dernière étape de la guerre, proclament la dissolution de la république, rétablissent le grand duché de Florence et mettent Alexandre de Médicis sur le trône.